# Straßkirchen
Straßkirchen è un comune tedesco di 3 333 abitanti, situato nel land della Baviera.